# كلودزكو
كلودزكو[ˈkwɔt͡skɔ] ( سماع) ((بالتشيكية: Kladsko); (بالألمانية: Glatz); (باللاتينية: Glacio)) هي مدينة في الشمال الشرقي ببولندا، في منطقة سيليزيا السفلى. وهي واقعة في منتصف وادي كلودزكو، علي نهر نيس الشرقي.

## معرض صور

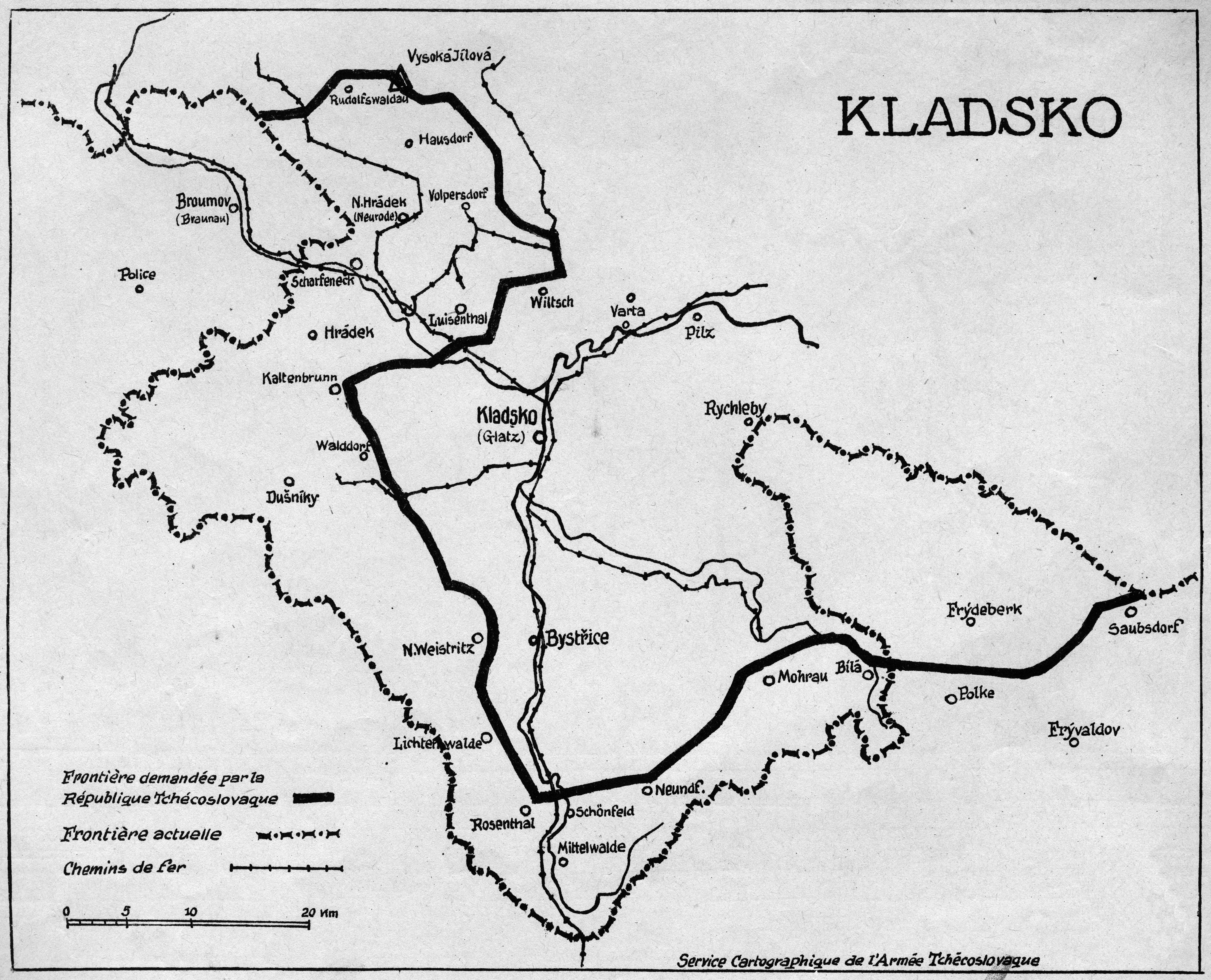
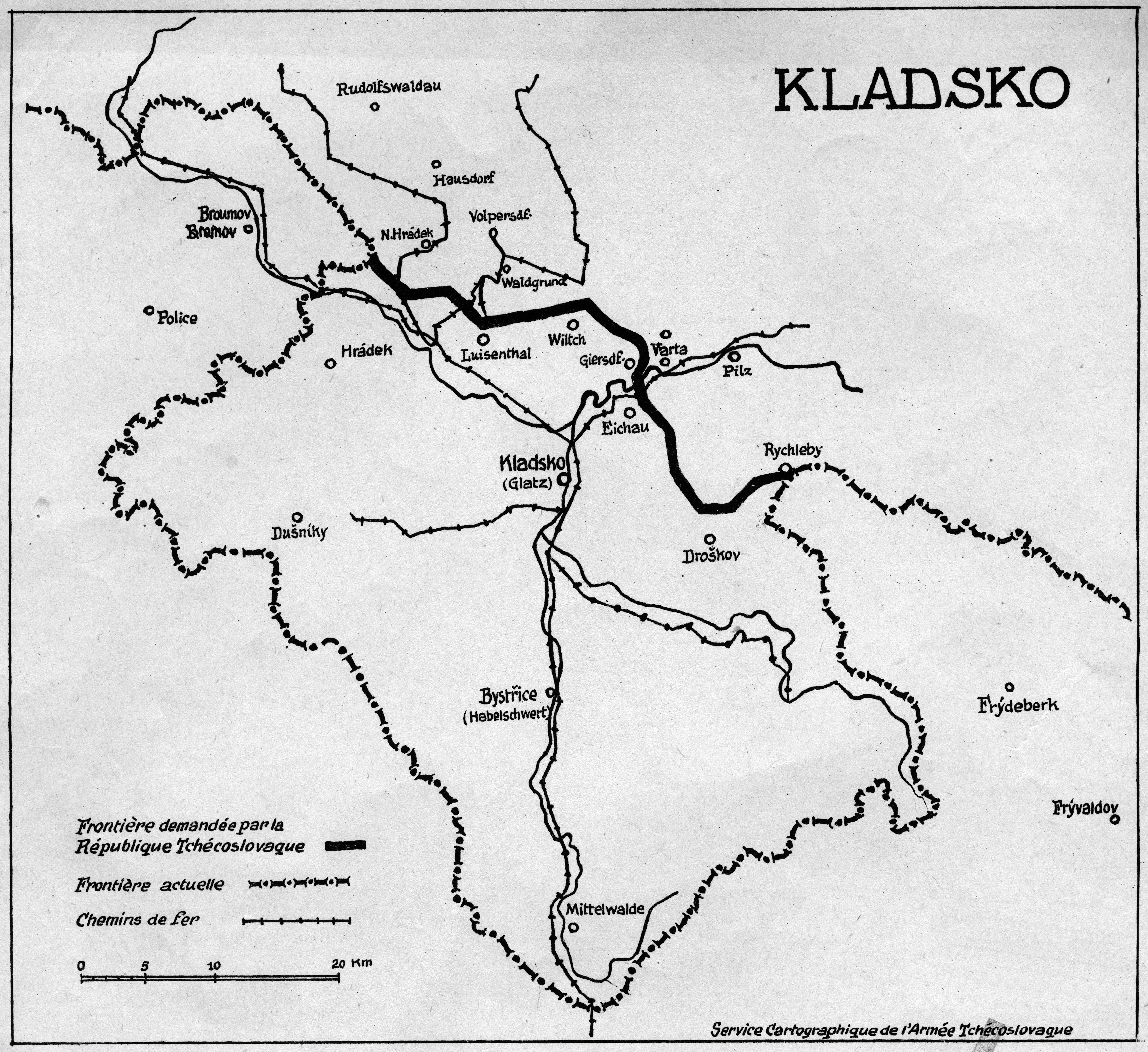
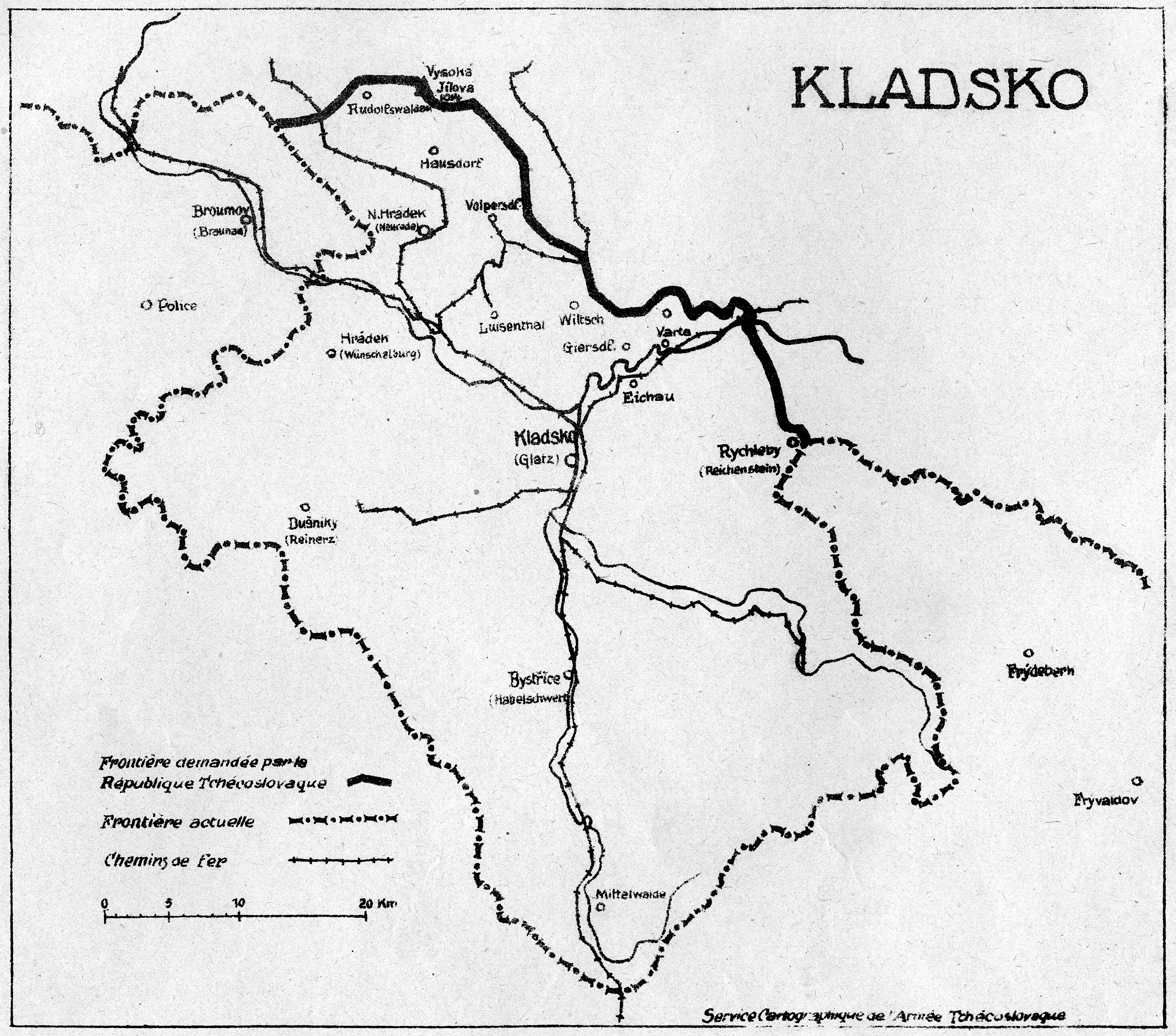

## توأمة
لكلودزكو اتفاقيات توأمة مع كل من:
- بنسهايم
- غيورغسمارينهوته

## أعلام
- ليوبولد فون فايسه
- لوكاسز كراوكزوك
- ألبرشت شوبرت
- ديتر أوغستين
- فريدريك ويلهلم ساندر

## روابط خارجية
- Municipal website
- Kłodzko commune (بالبولندية)
- Jewish Community in Kłodzko on Virtual Shtetl
- History of the Kladsko/Kłodzko land نسخة محفوظة 21 فبراير 2013 at Archive.is (بالتشيكية)
- So-called "Czech Corner" in Kladsko/Kłodzko land نسخة محفوظة 11 ديسمبر 2020 على موقع واي باك مشين. (بالتشيكية)